# Az ázsiai kapcsolat
Az ázsiai kapcsolat (eredeti cím: The Asian Connection) 2016-ban megjelent amerikai akció-thriller, melynek forgatókönyvírója és rendezője Daniel Zirilli. A főszerepet John Lee Edward, Biron Gibson, Steven Seagal és Michael Jai White alakítja.
A film 2016. május 13-án jelent meg, Magyarországon a TV-ben játszották szinkronizálva.

## Cselekmény
Jack és Sam hamarosan Ázsiába költözik. Akaratunkon kívül a helyi drogbáró pénzét is ellopják egy akció közepette. Kénytelenek az életük árán menekülni, valamint bujkálni, hogy ne öljék meg őket.

## Szereplők
| Szerep        | Színész              | Magyar hang   |
| ------------- | -------------------- | ------------- |
| Gan Sirankiri | Steven Seagal        | Csernák János |
| Greedy Greg   | Michael Jai White    | Dózsa Zoltán  |
| Jack Elwell   | John Edward Lee      | Zámbori Soma  |
| Niran         | Sahajak Boonthanakit | Háda János    |
| Avalon        | Pim Bubear           | Csifó Dorina  |